# Powstanie chłopskie pod wodzą Kostki-Napierskiego
Powstanie chłopskie pod wodzą Kostki-Napierskiego w 1651 – rebelia chłopska w dniach 14–24 czerwca 1651 na Podhalu, pod przywództwem Aleksandra Kostki-Napierskiego oraz Stanisława Łętowskiego i Marcina Radockiego. Powstanie to było określone jako „największe w okresie przedrozbiorowym powstanie chłopskie w Polsce”.

## Podłoże powstania
Położenie chłopów pańszczyźnianych w Polsce szlacheckiej było bardzo niekorzystne. W dobrach szlacheckich i dobrach kościelnych masowe rozmiary przybierało zbiegostwo chłopów. Chłopi, którzy opuszczali te dobra, przenosili się do dóbr królewskich (tak zwanych królewszczyzn), chronili się w lasach, górach i innych niedostępnych terenach, często zajmując się zbójectwem. W rejonie Podhala konflikty na linii chłopi – dwór, zaostrzało dodatkowo zachowanie dziedzica ziem Mikołaja Komorowskiego, któremu źródła pisane z epoki, jak na przykład materiały z procesów chłopskich itp., przypisują wyjątkowo uciążliwe i brutalne zachowanie wobec poddanych. Duży wpływ na rewolucyjne nastroje chłopów Podhala miało też trwające od 1648 powstanie Chmielnickiego na ruskich ziemiach Rzeczypospolitej. Bohdan Chmielnicki rozesłał po kraju sieć agitatorów, kilku z nich trafiło na Podhale i do Wielkopolski, gdzie szlachcic Piotr Grzybowski wzniecił bunt, doprowadzając w czerwcu 1651 do powstania chłopskiego w lądzkich dobrach cystersów.

## Przebieg powstania
Aleksander Kostka-Napierski przybył na Podhale na przełomie kwietnia i maja 1651 i udał się do Nowego Targu. Posiadał sfałszowany bądź ukradziony list przypowiedni, który upoważniał go do werbunku żołnierzy zaciężnych. Umożliwiło mu to nieskrępowaną działalność werbunkową i agitacyjną, tym bardziej że w tym samym czasie na Ukrainie koncentrowały się wojska koronne przed bitwą pod Beresteczkiem.
Za początek powstania uznaje się 14 czerwca, kiedy grupka chłopów dowodzonych przez Kostkę-Napierskiego i Stanisława Łętowskiego zajęła warowny zamek w Czorsztynie, w którym znajdował się zaledwie jeden hajduk i arendarz dóbr, Żyd Salomon Włochowicz. Po zajęciu Czorsztyna Kostka-Napierski zaczął wysyłać agitatorów i rozsyłać swój uniwersał do chłopów polskich (nie zachował się). Zamek próbował odzyskać już 18 czerwca oddział 60 piechurów i 25 dragonów dowodzonych przez starostę dobczyckiego Michała Jordana. Wojska szlacheckie – w obawie przed okrążeniem i z powodu odcięcia dróg zaopatrzenia przez chłopską dywersję – musiały jednak odstąpić od oblężenia zamku.
Kolejną próbę odbicia twierdzy podjęła 22 czerwca grupa około tysiąca piechoty i dragonów, w większości wojsk biskupa krakowskiego Piotra Gembickiego i tamtejszej szlachty. Oddziałem dowodził pułkownik Wilhelm Jarocki. Szacuje się, iż Kostka-Napierski posiadał do swej dyspozycji jedynie dwudziestu kilku chłopów. Na mocy układów 24 czerwca Czorsztyn został poddany, Kostka-Napierski i Łętowski zostali pojmani, a załoga została puszczona wolno. Zamek został zrabowany przez dragonów. Po pewnym czasie pojmano trzeciego dowódcę powstania – nauczyciela Marcina Radockiego. Przywódców doprowadzono do Krakowa i po krótkim procesie skazano. Kostka-Napierski został skazany na nabicie na pal, Łętowski na ćwiartowanie, a Radocki na ścięcie. Wyrok wykonano 18 lipca 1651 na wzgórzu Lasoty w Krakowie. W obawie przed zamieszkami bądź napadem chłopów egzekucji asystowało aż 11 chorągwi wojska.

## Skutki powstania
Na skutek powstania, w obawie przed zajęciem Krakowa, zwiększono garnizon miejski, rozpoczęto też rozbudowę i naprawę fortyfikacji miejskich. Zakazano też zgromadzeń hultajów w Krakowie, a miejsca w których się gromadzili, jak szynki i oberże, tymczasowo zamknięto. Wzmożono też kontrolę nad górnikami i hutnikami, którzy mogli przyłączyć się do chłopskiego spisku. Niebezpieczeństwo wybuchu powstań chłopskich w trakcie wojny istniało też między innymi na Rusi Czerwonej; agitatorów Chmielnickiego szybko jednak pojmano.
W tym samym czasie miały też miejsce rozruchy w Wielkopolsce. Plany powstania chłopskiego tam Gerard Labuda opisał je jako „zamierzone..., ale niejako w połowie drogi zatrzymane”.

## Powstanie w kulturze
O powstaniu nakręcono film Podhale w ogniu (premiera w 1956). Reżyserami byli Jan Batory i Henryk Hechtkopf. Lucjan Siemieński napisał balladę zatytułowaną Napierski. Władysław Orkan nazwał powstanie jedną z góralskich walk o swobodę.